# Acremonium polychromum
Acremonium polychromum är en svampart som först beskrevs av J.F.H. Beyma, och fick sitt nu gällande namn av W. Gams 1971. Acremonium polychromum ingår i släktet Acremonium, ordningen köttkärnsvampar, klassen Sordariomycetes, divisionen sporsäcksvampar och riket svampar.   Inga underarter finns listade i Catalogue of Life.